# Regnier Haegelsteen
Regnier Roger Rodolphe Haegelsteen (10 juli 1950) is een Belgisch voormalig bankier en bestuurder. Hij was van 2006 tot 2014 CEO van Bank Degroof.

## Levensloop
Regnier Haegelsteen is een zoon van André Haegelsteen en Michelle van der Straten Ponthoz. Hij was gehuwd met Brigitte de Ribaucourt en Martine Lhoist uit de familie Lhoist van het gelijknamige kalkbedrijf.
Hij behaalde het diploma van licentiaat in de rechten aan de Université catholique de Louvain en een MBA. Hij werkte bij JPMorgan in New York en Brussel en maakte in 1985 de overstap naar de Groupe Bruxelles Lambert, waar hij voor de financiële holdings verantwoordelijk was. In 1990 ging hij bij Bank Degroof aan de slag. Vanaf 1993 was hij er voor investment banking verantwoordelijk. In oktober 2006 volgde hij Alain Siaens als directievoorzitter van de Brusselse zakenbank op. In september 2014 volgde Philippe Masset hem op.
Haegelsteen was tevens bestuurder van bouwmaterialengroep Etex, vastgoedontwikkelaar Atenor, straatverlichtingfabrikant Schréder, de agro-industriële groep SIPEF en cultuurfestival Europalia (tot 2023). Hij is voorzitter van de Fondation Saint-Luc en was bestuurder van het Network For Teaching Entrepreneurship (NFTE).